# アレギウム
アレギウムとは、OVA『装甲騎兵ボトムズ 赫奕たる異端』に登場する架空の惑星ジアゴノにある、銀河結社マーティアルの存在する架空の聖地のこと。『装甲騎兵ボトムズ 孤影再び』ではアレギュウムと表記する。

## 誕生
アレギウムの誕生はいにしえに遡る。アストラギウス暦が定められるその年に、アストラギウス銀河の中心近くの惑星ジアゴノで超古代文明の石碑が発見され、後にヤーダル碑と呼ばれるそれは7000年前から存在するものであり、未だ解析不能の物質から成るとともに、レーザーのようなもので文字を刻まれていた。
この石碑を見つけた原始宗教の神官たちは解析を続け、そして神官達から成る巨大結社は、後の汎銀河結社であるマーティアルを生み出す母体ともなった。そして、超古代文明の技術の多くが、銀河の発展と戦争を生み出す起爆剤の一つとなって、銀河中に拡がっていった。

## 繁栄
マーティアルの繁栄は、クエントから発生したと思われる超古代文明のテクノロジーの断片を銀河各国に譲渡することから始まった。こういったテクノロジーを渡すことを引き替えに、マーティアルの教義を受け皿にするよう、銀河中に呼びかけていった。こういった教義は、戦争での発展を求める国家にとっては貴重であり、また、それが各国のマーティアル教化の礎ともなった。
古代技術とマーティアルの教義が一体となり、マーティアルの技術提供を享受した国家を繋ぎ止めておくこととなった。それにより、マーティアルは銀河各国の国教となり、その発言力は絶対のものとなった。
ギルガメスとバララントにも、マーティアルは信仰を波及させてゆき、各国軍高官にもマーティアル信者や幹部を生み出していくこととなった。

## マーティアルの教義
ドゥ・オステ・オワグーラ・クレ・ヤシディーロ
（武は万物の調和なり。戦いこそ平和なり）
グラッツィ・ミト・モメンダーリ
（万物は戦いより生まれいで、生成し変転せり）
ル・マルテ・オワリュート・アケ・ナラディーロ
（戦いなくして変化なく、戦いなくして進歩なく、人は獣に留まるなり）
グラツィ・ミル・モメンダーリ
（獣を人に育むは戦いなり）
イル・メルキババ・ウム・モウリ・ケセラン
（人を神に至らしめるもまた）
イスト・エスト・ザル・ベオグラーテン・モル
（されば万物の原理は戦いにあらん）
メルト・ハメン・ゾウ・ブックデーテン・ボン
（闘争は調和の母にして、愛と平和と進歩を産む宇宙の原理にして神聖なり）
メローシィアン・ロマーナン・ベネーマン・メルト・フィアッタ
（神への道を探らん）
シオーネ・ザル・パリメーラ
（我がマーティアルをして神に至らん）
闘争原理（競争原理）の称揚をうたっており、闘争によって生命も人間も進歩し、理想的な存在＝神に近づくことができるとされている。そして、その天国の扉を開く「鍵」は、マーティアルにおいて十字架やロザリオに相当し、組織を象徴する意匠（イコン）になっている。しかしながら、『装甲騎兵ボトムズ』劇中の時代では、牧歌的切磋琢磨の美風などは既に失われて久しく、第712代法王をして「ここに信仰など無いぞ」と自嘲せしめるような状態に至っていた。アストラギウス銀河では果てしのない戦乱と殺戮が、マーティアル組織内でもまた、権力争いのための冷酷卑劣な権謀術数が横行している。
このように、マーティアルの教義は銀河各地の軍上層部に浸透し、「力こそ全て」という考えと、それによって様々な戦功を挙げた者を神に近き者と賞揚し、僧官や、聖者の称号を与えた。これによってマーティアルは更に権威を拡大し、ギルガメスであろうと、バララントであろうと、多大な戦功を挙げた者はマーティアルでも階級が上がり、将官クラスともなると、退役後には枢機卿の地位も取れるという事実を露呈するに至った。
こうした事実が銀河各地での抗争を拡大させてゆき、それがまた疲弊していく中においても、将兵はマーティアル教義にすがり、戦争という負の連鎖が拡大していったが、宗教を聖戦と成すことでその規模は拡大し、同時に組織の繁栄をも巧妙に現実化させてきた過程が、マーティアルの歴史である。
マーティアルはよく宗教組織と誤解されるが、戦争により荒廃した人心を掌握し、意のままにする卓抜した手腕と、それを宗教的に昇華することで得た巧妙な政治力こそ、聖地アレギウムの繁栄の根幹に繋がっている。
こういった無限とも続くような戦乱と、それによって続く破壊と殺戮の中、救いを求める人々の信仰心とが、アレギウムの権威を絶対のものとしていた。

## 防衛システム
マーティアルの総本山である「根本聖堂」は、惑星ジアゴノの首都にある。
森に囲まれたジアゴノに現存する最大最古の石造建造物があり、そこを囲った嘆きの壁の中に空中回廊と呼ばれる聖堂へ向かう通路がある。しかし、森の中には不審者を迎撃するための防衛システムが組み込まれており、各種砲座に戦車並びに、X・ATH-01のエルドスピーネを中心とするAT部隊で防衛している。
同惑星の周囲は「不可侵宙域」であり、普段はギルガメス、バララント両軍ともに立ち入らない状態にある。キリコとの戦いにおいても、「手出しは無用にしていただきたい」と両軍の助太刀の申し出を断り、自力防衛に徹している。
更に惑星外縁部にはギルガメス、バララント両軍の艦隊が駐留しており、防空システムにも優れる。こういった両連合国の支えもまた、マーティアルの基盤を絶対のものにしていた。

## ソノバ議定書
しかし、そのアレギウムの繁栄に陰りが見え始めたのは、7213年の百年戦争（第三次銀河大戦）終結後の時で、一人の装甲騎兵が現れたことからだった。
その兵士こそキリコ・キュービィーであり、後に異能者と呼ばれるようになった男である。キリコはアレギウムから分離した秘密結社と戦い、その攻撃を尽く跳ね返し、ギルガメス、バララントという二大連合国家の干渉さえものともせず、さらにアストラギウス銀河を影で支配してきた「神」であるワイズマンの後継者にも指名されながら、銀河支配を拒み、それどころか「神」を殺したことで、アレギウム以上の力と権威を所有する機会を得つつ、それを自ら放棄した。
キリコに関わったことで秘密結社は壊滅、PS計画は破綻し、ギルガメス、バララント両国の力をもってしても彼を屈服させ得なかったことと、アレギウムの信仰に適った力を持ちながら、それを否定する「異能者」キリコはアレギウムにとっては、教団支配下の銀河にあって許容されるべからざる異端者であった。しかも彼の所業により、ワイズマンからもたらされた超古代技術の入手も困難となってしまった。
7215年の第四次銀河大戦開始時に、キリコはPSフィアナと共にコールドカプセルに入るが、その後でキリコを教団に迎え入れるか、あるいは抹殺するかで意見が分かれた。
結局アレギウムは、キリコを「触れ得ざる者」と認定し、翌7216年に「触れ得ざる者キリコには手を出さないこと」として、ソノバ議定書を創り上げた。
マーティアルという教会において、「信仰は力と共にあるべき」なのだが、「あらゆる力」に服さず「力」を求めても愛しても仰いでもいない人物が究極の「力」ともいうべき存在であることは、「我らの信仰と矛盾」する神学上の重大問題であった。結局この神学論争は決着がつかなかったが、7215年の第四次銀河大戦開戦とほぼ時を同じくしてその矛盾の源であるキリコがコールドスリープ（冷凍睡眠）という形で自ら社会的な死を迎えてくれたため、それ以上彼については議論せず、関わることもせず「触れ得ざる者」であると定めることで、事態はひとまず収拾することができた。宇宙という大海に放り出された彼のコールドカプセルが、再び回収されて解凍される可能性は、万に一つもありえないはずであった。
「異能生存体」という概念の提唱者ヨラン・ペールゼンによるキリコの記録はアレギウム根本聖堂内の書庫に保管されていた。が、マーティアルはキリコを「異能者」であるとは認識していたが、絶対に殺せない神秘としての存在とは信じ切れていなかったようである。ゆえに、彼らがキリコを究極的「力」であると見なした理由は特定できない。力という「神」を人間自らが愛し追求する事を放棄し、科学技術で人工的に「攻撃衝動のみ」を脳に付与された「パーフェクトソルジャー」を作った「秘密結社」一派は、「神を見失った」異端者としてマーティアルを破門されている。

## アレギュウムの赫い霍乱
「触れ得ざる者」に関与しない姿勢は、マーティアルにとって正しい選択であり、その姿勢を堅持する限りマーティアルは安泰であった。しかし、32年を経てキリコ・キュービィーが蘇生した際、次期法王候補ヴィアチェフラフ・ダ・モンテウェルズ枢機卿が、彼を殺そうとしたことでマーティアルという組織は、絶対に敵対してはならないキリコと敵対することになってしまう。キリコを宇宙空間の冷凍睡眠から目覚めさせたのは、モンテウェルズではなく、「偶然」そこにいた蘇生業者であったとはいえ、それが結果的に破滅を招いた。
「触れ得ざる者」に「触れ」たことで、アレギウムは32年前に危惧されたとおりの結果を招く。モンテウェルズの創造したかつてのPSに代わる新たな人間兵器「ネクスタント」は、「信仰を守りゆく黄金の脳髄」＝補助脳によって高い戦闘能力を実現していたが、力への愛ではなくテクノロジーによって力を得る「異端」的所産であることに変わりはなかった。モンテウェルズは「異端」のそしりを受けても、フィアナという餌で「触れ得ざる者」をアレギウムにおびき寄せネクスタントが「触れ得ざる者」を倒すという大業績でその「罪」を相殺すればよいと考えていたが、結局「触れ得ざる者」に「触れれば我らが火傷を負う」という712代法王テオ八世の忠告を思い知ることになるのは、ヴィアチェフラフ・ダ・モンテウェルズが即位した時であった。
コールドカプセルから目覚め、共にいたフィアナがアレギウムに連れ去られた事を知ったキリコは、フィアナを追ってジアゴノに赴き、そこでATを調達・整備して、アレギウムに突入した。
教団は総力を挙げてキリコを排除しようとし、新法皇モンテウェルズは、異能者キリコを倒して絶対の力を手にしようと目論む。しかし、キリコによって防衛網は次々と破られ、防衛AT隊は壊滅、更に娘である超人兵士ネクスタントとなったテイタニア・ダ・モンテウェルズを差し向けたものの、迎撃を果たせなかったばかりか、信仰の力の象徴とする補助脳まで破壊されてしまった。
キリコはフィアナと再会したものの、彼女に残された2年の寿命は尽き、悲しみを抱いてキリコはアレギウムを去った。そして、「触れ得ざる者」キリコに手を出したことで、アレギウムは何者にも侵されなかった根本聖堂をはじめ各所を蹂躙され、教団の権威を大きく失墜せしめられることとなった。
神官達は、敗北のショックで一時廃人同様になってしまったモンテウェルズに代わり、キリコを教団の代表とすべく呼び寄せようとしたが拒まれ、形だけの新体制を続けることとなった。

## その後
ギルガメス・バララント両陣営にとって影響力のない団体と嘲笑される中、いくらか立ち直るも現状打破を図ったモンテウェルズは、惑星ヌルゲラントへのワイズマンの転移と「神の子」の誕生を知らされ、その養育を熱望してワイズマンの元を訪れる。
しかし、ワイズマンはモンテウェルズの申し出を拒否し、キリコを養育者として選ぶことを告げる。そして「神の子」を抹殺せんとしたモンテウェルズの銃弾は、彼自身を襲う。それ以後モンテウェルズはアレギウムの歴史から姿を消す。
なお、この時のいきさつから、ワイズマンの存在とキリコがワイズマンを殺した事を、マーティアルは把握していなかった様子だが、モンテウェルズ自身は経過は不明だが知っていた様子である。

## 参照
- 『装甲騎兵ボトムズ TRPG』　トイ・インターナショナル